# عبدالعلی دهستانی
 عبدالعلی دهستانی از سیاستمداران ایرانی بود، که در دوره‌های نوزدهم و بیستم بعنوان نماینده شهریار در مجلس شورای ملی حضور داشت.

## زندگی‌نامه
عبدالعلی دهستانی (زاده ١٣٠۰) فرزند یدالله دهستانی در کرج متولد شد. پس از پایان تحصیلات مقدماتی در تهران به آمریكا رفت و در رشته‏ كشاورزی  تحصیل نمود.
پس از اتمام تحصیلاتش به ایران بازگشت و مدتى در وزارت كشور خدمت کرد.
دهستانی سه سال استاندار سیستان و بلوچستان بر عهده داشت ، سپس از آنجا به ارومیه اعزام شد و چند سال استاندار آذربایجان غربی بود.